# Stazione a Genista cilentana di Ascea
Stazione a Genista cilentana di Ascea este o arie protejată (arie specială de conservare — SAC, sit de importanță comunitară — SCI) din Italia întinsă pe o suprafață de 5,39 ha, integral pe uscat.

## Localizare
Centrul sitului Stazione a Genista cilentana di Ascea este situat la coordonatele 40°07′30″N 15°10′54″E / 40.125°N 15.181667°E.

## Înființare
Situl Stazione a Genista cilentana di Ascea a fost declarat sit de importanță comunitară în mai 1995 pentru a proteja 8 specii de animale. Situl a fost protejat și ca arie specială de conservare în mai 2019.

## Biodiversitate
Situată în ecoregiunea mediteraneană, aria protejată conține 2 habitate naturale: Tufărișuri termo-mediteraneene și de pre-deșert, Pseudostepă cu ierburi și specii anuale de Thero-Brachypodietea.
La baza desemnării sitului se află mai multe specii protejate:
- păsări (5): prepeliță (Coturnix coturnix), sfrâncioc roșiatic (Lanius collurio), viespar (Pernis apivorus), turturică (Streptopelia turtur), sturz-cântător (Turdus philomelos)
- mamifere (2): liliacul mare cu potcoavă (Rhinolophus ferrumequinum), liliacul mic cu potcoavă (Rhinolophus hipposideros)
- reptile (1): șarpele cu patru dungi (Elaphe quatuorlineata)

Pe lângă speciile protejate, pe teritoriul sitului au mai fost identificate 1 specie de plante, 1 specie de nevertebrate, 3 specii de reptile.